# Мохаммад Массад
Мохамма́д Масса́д а́ль-Мувалли́д (араб. محمد مسعد آل مسعد‎; 17 февраля 1983, Саудовская Аравия) — саудовский футболист, полузащитник. Выступал в сборной Саудовской Аравии. Участник чемпионата мира 2006 года.

## Карьера

### Клубная
Воспитанник футбольной школы клуба «Аль-Иттифак» из Даммама.
Профессиональную карьеру начал в 2000 году в клубе «Аль-Наср» из Эр-Рияда, в составе которого выступал до 2003 года, став в 2001 году вместе с командой финалистом Арабского кубка обладателей кубков и Арабского суперкубка. В 2003 году перешёл в «Аль-Ахли» из Джидды, в котором играет по сей день, став вместе с командой обладателем Кубка наследного принца Саудовской Аравии и Кубка принца Фейсала в 2007 году.

### В сборной
В составе главной национальной сборной Саудовской Аравии выступает с 2005 года. Участник чемпионата мира 2006 года, на котором сыграл один раз, выйдя на замену в конце матча против сборной Испании. В 2007 году дошёл вместе с командой до финала Кубка Азии, в котором, однако саудовцы уступили сборной Ирака со счётом 0:1.

## Достижения
- Финалист Кубка Азии (1): 2007
- Обладатель Кубка наследного принца Саудовской Аравии (1): 2006/07
- Обладатель Кубка принца Фейсала (1): 2006/07
- Финалист Арабского кубка обладателей кубков (1): 2000/01
- Финалист Арабского суперкубка (1): 2001